# Zeolitcsoport

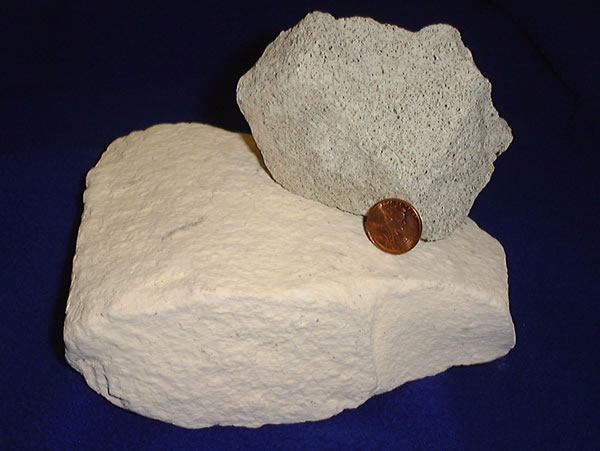
Zeolit

A zeolitcsoport tagjai víztartalmú alumoszilikátok, melyekben a víztartalom jelentős része reverzibilis és alacsony hőmérsékleten eltávolítható. A IV.Szilikátok ásványosztály tekto- vagy rétegszilikátok alosztályán belül önálló csoportot alkotnak ásványai. Szokásos a csoport ásványait hasonló tulajdonságok alapján sorokra vagy sorozatokra tagolni. Az (Al+Si) és az oxigén aránya: 1/2. Az egyes tagokban a fő kationtartalom: Ca és Na, ritkábban Ba, K, Li, Sr és Mg. A csoportba tartozó egyes ásványok eltérő kristályrendszerben jelennek meg. Rostos, leveles vagy kocka alakú kristályhalmazokban vagy földes tömeges csoportokban fordulnak elő. A zeolitásványok nagy mennyiségű vizet tartalmaznak, ami hőkezeléssel könnyen eltávolítható. Az így dehidratált (aktivált) anyagok a kritikus méretű gázokat és gőzöket abszorbeálják, kationjaik kicserélhetők, katalitikus tulajdonságokkal rendelkeznek. Ezért fontos ipari nyersanyagok.

## Kémiai és fizikai tulajdonságai
- Képlete általánosan: X(Al,Si)O3·n(H2O). Ahol X lehet: Na, Ca, Li, K, Ba, Mg, Sr, valamint a H2O-tartalom is változik.
- Sűrűsége: 2,0-2,9 g/cm³.
- Keménysége: 3,5-6,5 (a Mohs-féle keménységi skála szerint).
- Hasadása: változó, nem mindig észlelhető.
- Törése: könnyen földesen törik.
- Színe: színtelen vagy enyhén színezett.
- Fénye: üvegfényű.
- Átlátszósága: ritkán átlátszó, többnyire áttetsző.
- Pora: színtelen, fehér.

## Elnevezése és felhasználásai

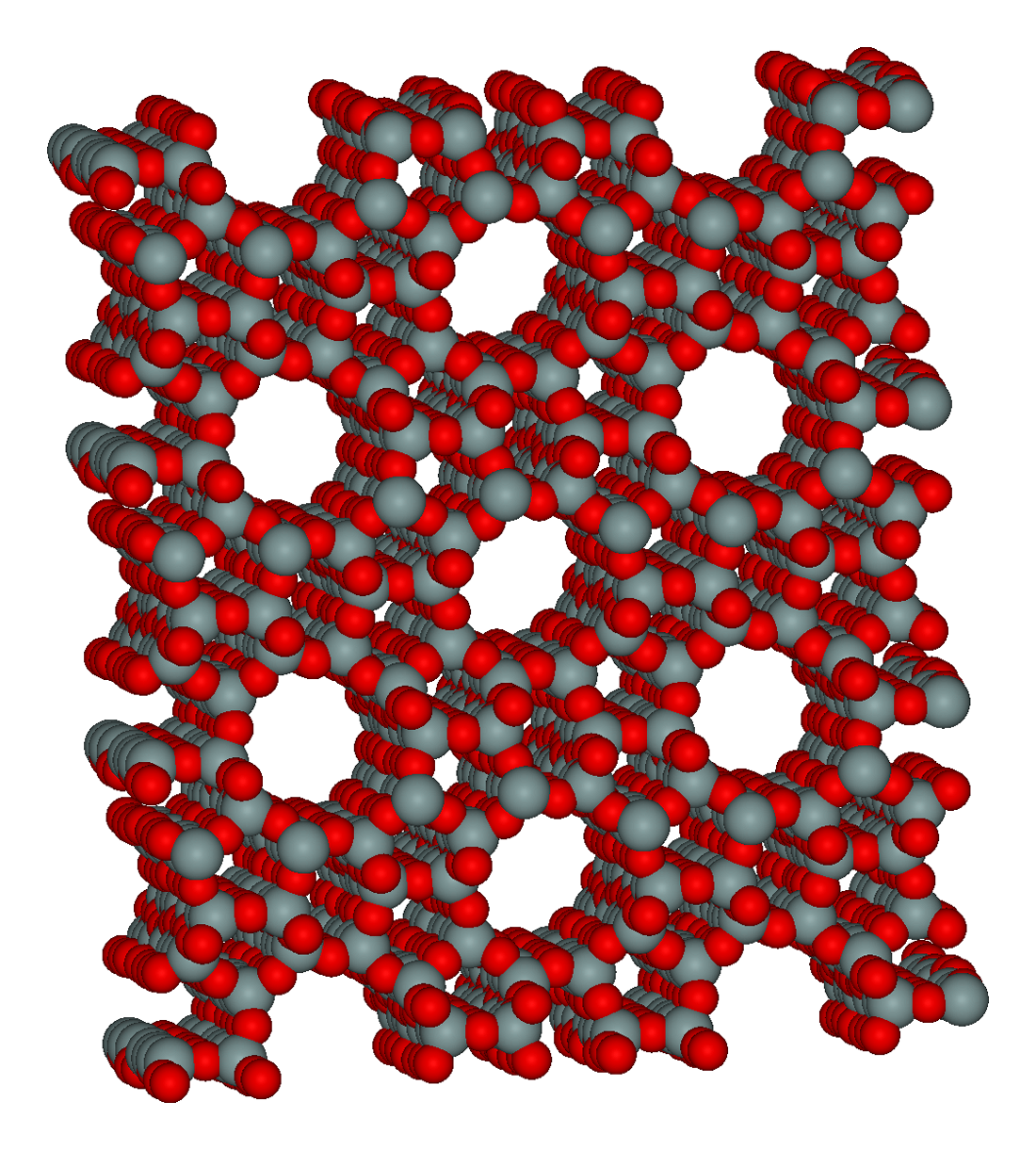
Zeolit molekularács

Az ásványcsoport elnevezése Alex Cronstedt svéd származású minerológustól ered. Vizsgálatai közben azt tapasztalta, hogy az ásvány hevítésre úgy viselkedik, mintha forrna. A név a görög zein (=forrni) és litosz (=kő) szavak összetételből származik.
A zeolitcsoport ásványai molekulárisan kötött vizüket hevítés hatására elvesztik, vagyis dehidratálódnak. Mikron nagyságrendű üregek, lyukacsok képződnek, melyek molekulaszűrőként működnek. A jellemző méret fölötti molekulákat, baktériumokat visszatartják, a visszatartott ionok helyett a folyadékokba más ionokat juttatnak, ioncserélődés jön létre. Az így készített őrlemények a radioaktív szennyeződéseket és a nehézfémionokat visszatartják.

### Ipari alkalmazás
Molekulaszűrőként, vízlágyításra, ioncserélő gyantaként hasznosítják. Szagelszívó anyagként és nedvességmegkötésre használják csomagoláskor. Szénhidrogén elválasztásra, szintetikus benzinszármazékok gyártásakor katalizátorként alkalmazzák. Biológiai víztisztító szerepe van, mert a szennyező baktériumokat kiszűrik. Mosószerek gyártásánál kettős szerepük van: egyrészt a vizet lágyítják, másrészt a mosószerek káros foszfát-tartalma csökkenthető alkalmazásukkal. Az utak téli karbantartásánál, már kis mennyiségben adagolva használható fagyáspont csökkentésre a környezetkárosító sóoldatok helyett.

### Mezőgazdasági hasznosítás
Állattartó telepeken a szaghatást jelentősen mérséklik. Hígtrágya kezelésére eredményesen használható, mert megköti a káros anyagokat és a hasznos mikroelem tartalmat növelik. Takarmánykiegészítőként alkalmazva megköti az emésztés során keletkező káros anyagokat, kiszűri a károsító baktériumokat. Műtrágyákhoz és szerves trágyákhoz adagolva kedvezően befolyásolják a talajok savasságát, csökkentik a savanyú talajok savasságát, elősegítik a növények vízfelvételét, javítják a talajok vízháztartását.

### Humán felhasználás
Habár a zeolitok immunerősítő hatása távolról sem bizonyított, számos "természetgyógyász" lap forgalmaz "immunerősítő" zeolitot az interneten – a nehézfémeket is (stroncium, cézium) felszívó nedvszívó hatásukat (5) meglovagolva. Sőt számos komoly betegség "potenciális" ellenszereként szerepel: rákmegelőzés, autizmus, szélütés (6). 
Orvosilag egyedül bizonyítható gyógyhatása a sebhintőporként történő alkalmazás.

## A csoport gyakoribb tagjai
- Amicit K2Na2(Al4Si4O16)×5(H2O) monoklin rendszerű.
- Analcim Na(AlSi2O6)×(H2O) szabályos rendszerű.
- Barrerit (NaKCa)2(Al2Si7O18)×7(H2O) rombos rendszerű.
- Bikitait Li(AlSi2O6)×(H2O) monoklin rendszerű.
- Brewsterit (Sr,Ba)2(Al4Si12O32)×10(H2O) monoklin rendszerű.
- Chabazit (Kabazit) CaAl2Si4O12×6(H2O) trigonális/hexagonális rendszerű.
- Cowlesit (cowlesin) Ca(Al12Si3O10)×6(H2O) rombos rendszerű.
- Dezmin (sztilbit-Na) Ca3Na3(Al8Si28O72)×14(H2O )monoklin rendszerű.
- Edingtonit BaAl2Si3O10×4(H2O) monoklin rendszerű.
- Erionit (K2CaNa2)2(Al4Si14O36×15(H2O) hexagonális rendszerű.
- Faujasit (Na2Ca)(Al2Si4O12)×8(H2O) szabályos rendszerű.
- Ferrierit (Na,K)2Mg(Si,Al)18O36OH×9(H2O) rombos rendszerű.

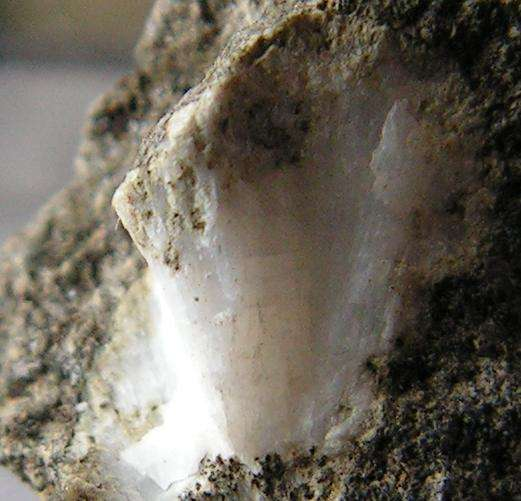
Garronit

- Garronit Na2Ca5(Al12Si20O64)×27(H2O) rombos rendszerű.

- Gismondin (névváltozatok: gizmondit, abrazit, aricit) Ca2Al4Si4O16×9(H2O) monoklin rendszerű.
  - Sűrűsége: 2,26 g/cm³.
  - Keménysége: 4,0-5,0 (a Mohs-féle keménységi skála szerint).
  - Színe: színtelen, kékesfehér, fehér, szürke,rózsaszín, vörös.
  - Fénye: üvegfényű.
  - Átlátszósága: átlátszó vagy áttetsző.
  - Pora:  fehér.
  - Kémiai összetétele:
    - Kalcium (Ca) = 11,2%
    - Alumínium (Al) = 15,0%
    - Szilícium (Si) = 15,6%
    - Hidrogén (H) = 2,5%
    - Oxigén (O) = 55,7%

- Gmelinit (Gmelinit-Na) (Na2,Sr,Ca,K)Al2Si4O12×6(H(2O) hexagonális rendszerű.
  - Sűrűsége: 2,09 g/cm³.
  - Keménysége: 4,5 (a Mohs-féle keménységi skála szerint).
  - Színe: fehér,rózsaszín, vöröses fehér, zöld.
  - Fénye: tompán üvegfényű.
  - Átlátszósága: átlátszó vagy áttetsző.
  - Pora:  fehér.
  - Kémiai összetétele:
    - Nátrium (Na) = 0,8%
    - Kálium (K) = 0,2%
    - Stroncium (Sr) = 5,7%
    - Kalcium (Ca) = 4,0%
    - Alumínium (Al) = 10,1%
    - Szilícium (Si) = 22,2%
    - Hidrogén (H) = 2,3%
    - Oxigén (O) = 54,7%

- Harmotom (Ba,Na,K)2(AlSi)8O16×6(H2O) monoklin rendszerű.
  - Sűrűsége: 2,46 g/cm³.
  - Keménysége: 4,0-5,0 (a Mohs-féle keménységi skála szerint).
  - Színe: fehér, szürke, sárga, vörös, barna.
  - Fénye: üvegfényű.
  - Átlátszósága: áttetsző.
  - Pora:  fehér.
  - Különleges tulajdonsága: fluoreszkál.
  - Kémiai összetétele:
    - Bárium (Ba) = 15,6%
    - Nátrium (Na) = 0,7%
    - Kálium (K) = 0,6%
    - Alumínium (Al) = 7,6%
    - Szilícium (Si) = 23,9%
    - Hidrogén (H) = 1,7%
    - Oxigén (O) = 49,9%

- Heulandit (Heulandit-Ca) (K,Ca,Ba,Na)2Al3(Al,Si)2Si13O36×12(H2O) monoklin rendszerű.
  - Sűrűsége: 2,2 g/cm³.
  - Keménysége: 3,0-3,5 (a Mohs-féle keménységi skála szerint).
  - Színe: fehér, szürkésfehér, vöröses fehér, sárga.
  - Fénye: üveg vagy gyöngyházfényű.
  - Átlátszósága: átlátszó vagy áttetsző.
  - Pora:  fehér.
  - Kémiai összetétele:
    - Kálium (K) = 0,6%
    - Kalcium (Ca) = 5,1%
    - Bárium (Ba) = 0,3%
    - Nátrium (Na)= 1,0%
    - Alumínium (Al) = 8,9%
    - Szilícium (Si) = 26,6%
    - Hidrogén (H) = 1,9%
    - Oxigén (O) = 55,6%

- Klinoptilolit-Ca (Ca,Na,K,Mg)4Al3(Al,Si)2Si13O36×24(H2O) monoklin rendszerű.
- Laumontit (retzit) CaAl2Si4O12x4H(2O) monoklin rendszerű.

- Levyn (levynit) (Levyn-Na) (Na2,Ca,K2)3(Al,Mg)2Si4O12)×6(H2O ) trigonális rendszerű.
  - Sűrűsége: 2,12 g/cm³.
  - Keménysége: 4,0-4,5 (a Mohs-féle keménységi skála szerint).
  - Színe: fehér, szürkésfehér, vörösesfehér, sárgásfehér.
  - Fénye: üvegfényű.
  - Átlátszósága: áttetsző.
  - Pora:  fehér.
  - Kémiai összetétele:
    - Nátrium (Na) = 5,7%
    - Kalcium (Ca) = 2,3%
    - Kálium (K) = 1,0%
    - Magnézium (Mg) = 0,1%
    - Alumínium (Al) = 11,1%
    - Szilícium (Si) = 21,3%
    - Hidrogén (H) = 2,4%
    - Oxigén (O) = 56,1%

- Mazzit K2CaMg2(SiAl)36O72×28(H2O) hexagonális rendszerű.
- Merlionit (KCaNaBa(7(Al9Si23O64)×23(H2O) rombos rendszerű.
- Mezolit Na2Ca2(Al2Si3O10)3×8(H2O) monoklin rendszerű.

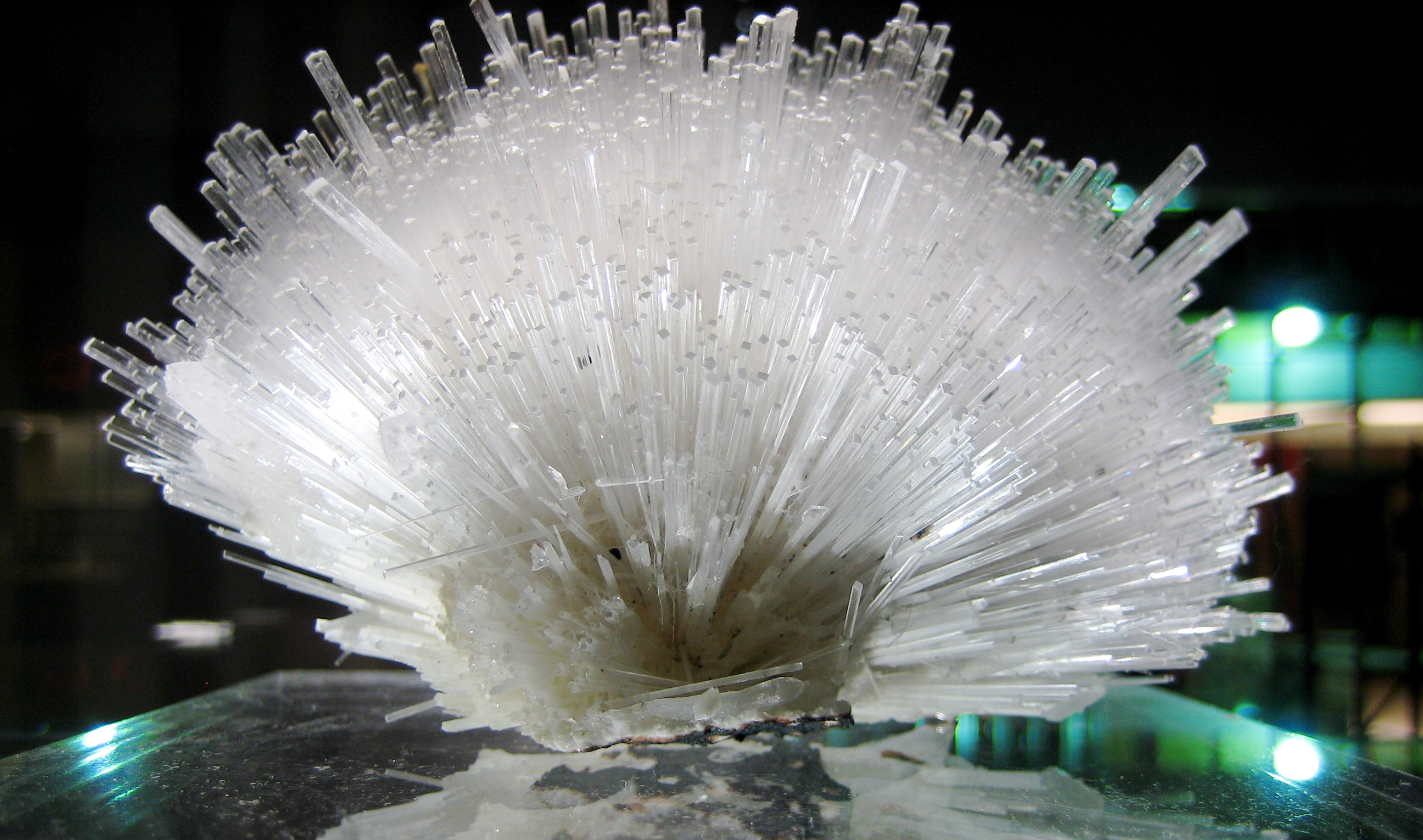
Mezolit kristálytű-halmaz

- Mordenit (ptilolit) (Ca,Na2,K2Al2Si10O24×7(H2O) rombos rendszerű.
- Nátrolit Na2(Al2Si3O10)×2(H2O) rombos rendszerű.
- Offretit (CaNaK)2(Al3Si9O12×9(H2O) hexagonális rendszerű.
- Paranátrolit Na2Al2Si3O10×3(H2O) rombos rendszerű.
- Phillipsit (K,Na,Ca)2(Si,Al)8O16×6(H2O) monoklin rendszerű.
- Pollucit (Cs,Na,Rb)2Al2Si4O12×(H2O) szabályos rendszerű.
- Skolecit CaAl2Si3O10×3H2O monoklin rendszerű.
- Stellerit Ca(Al2Si3O10)×3(H2O) rombos rendszerű.

- Thomsonit (tareolit), (comptanit), (eintonit) NaCa2Al5Si5O20×6(H2O) szabályos rendszerű.
  - Sűrűsége: 2,34 g/cm³.
  - Keménysége: 5,0-5,5 (a Mohs-féle keménységi skála szerint).
  - Színe: színtelen, fehér, rózsaszín, sárga, zöldes.
  - Fénye: üvegfényű.
  - Átlátszósága: áttetsző.
  - Pora:  fehér.
  - Kémiai összetétele:
    - Nátrium (Na) = 2,9%
    - Kalcium (Ca) = 9,9%
    - Alumínium (Al) = 16,7%
    - Szilícium (Si) = 17,4%
    - Hidrogén (H) = 1,5%
    - Oxigén (O) = 51,6%

- Wairakit Ca(Al2Si4O12)×2(H2O) monoklin rendszerű.
- Yugawaralit (jugawaralit) Ca(Al2si6O16)×4(H2O) monoklin rendszerű.

## Keletkezésük
Hidrotermálisan keletkeznek. Vulkanikus kiömlési kőzetek hólyagos üregeiben gyakoriak. Másodlagosan üledékekben, agyagos környezetben is előfordulnak.
Kísérő ásványok: kalcit, aragonit, opál.

## Előfordulásaik
Vulkanikus kőzetkörnyezetben gyakori ásványok. Egymással gyakran összetéveszthetők.

## Legfontosabb hazai előfordulások
Dunabogdányban a Csódi-hegy bányáiban. A Tokaji-hegységben több helyen. Zalahaláp és Badacsony kőbányáiban. A hazai zeolit-előfordulások földtani és felhasználhatóságásukkal kapcsolatos kutatások 1980-as évek elején kezdődtek, és kimagasló eredményeket hoztak. 1989-ig tíz lelőhelyet tártak fel, és a zeolittartalmú ásványvagyon mennyisége eléri a 30 millió tonnát. Ezen túlmenően a reménybeli zeolitvagyon mennyisége 80 millió tonna.
A Zempléni-hegység területén a szarmata-kori vulkanizmus törmelékes rétegeinek 600 méter vastagságú szakasza alkalmas volt a zeolitcsoport ásványainak képződéséhez, mert itt a vulkáni üvegek képződése vízalatt történt, alacsony hőmérsékleten. A hegység déli részén Bodrogkeresztúr és Mezőzombor között a riolit üvegtufa 100 méter vastagságban és széles elterjedésben található, ami mordenit tartalmú. Ennek a kőzetnek 10 méter vastagságú padjában folyik bányászat Csajka-bánya műveleteiben.
Rátka község határában a zöldes árnyalatú horzskő törmeléket tartalmazó kőzetet a felszíni kibúvásokban már több évszázada bányászták építőkő kinyerése céljából. Ez a kőzet 35-60%-ban tartalmaz klinoptilolitot, emellett mordenit-, kvarcit-, földpát- és limonittartalma is jelentős. Ugyanitt a Fűrer-bánya korábban felhagyott üzemében a felülvizsgálatok a kőzet 23-55% mordenittartalmát mutatták ki.
Nemti község területén a Kőbányahegy déli oldalán és a Nemti II. agyagbánya északi részén találtak jó minőségű nyersanyagot, melynek aktív-zeolit tartalma 45-55% között van.